# Селецький Григорій Гаврилович
Григо́рій Гаври́лович Селе́цький (* 25 січня 1885,с. Митрофанівка, Олександрійського пов., Херсонської губ. — †1971) — священослужитель православної церкви, відомий як ігумен Іоан, управитель Зінов'євської єпископії.

## Життєпис
Народився в родині священика. Закінчив Одеську Духовну семінарію, вчився в Московському університеті, закінчив університет м. Цюрих (1911). З 1921 р. рукоположений в сан священика. В 1922-1926 р.р. настоятель Покровської церкви Єлисаветграда.  В 1927-1928 р.р. був управляючим Зінов'євською єпископією. Декілька раз арештовувався ЧК (ГПУ).